# Dolichopus fulvipes
Dolichopus fulvipes är en tvåvingeart som beskrevs av Friedrich Hermann Loew 1862. Dolichopus fulvipes ingår i släktet Dolichopus och familjen styltflugor. Inga underarter finns listade i Catalogue of Life.